# Aragoiânia
Aragoiânia is een gemeente in de Braziliaanse deelstaat Goiás. De gemeente telt 7.702 inwoners (schatting 2009).

## Aangrenzende gemeenten
De gemeente grenst aan Abadia de Goiás, Aparecida de Goiânia, Guapó en Hidrolândia.